# توماس ميخيا
توماس ميخيا (بالإسبانية: Tomás Mejía) (و. 1820 – 1867 م) هو عسكري محترف من المكسيك .